# 7420 Buffon
7420 Buffon (1991 RP11) là một tiểu hành tinh vành đai chính được phát hiện ngày 4 tháng 9 năm 1991 bởi Elst, E. W. ở La Silla.